# Der Omega-Mann
Der Omega-Mann ist eine US-amerikanische Literaturverfilmung von Boris Sagal. Sie basiert auf dem Science-Fiction-Roman Ich bin Legende des amerikanischen Schriftstellers Richard Matheson. Charlton Heston spielt einen der wenigen Überlebenden in einer dystopischen Welt, in der die Menschen zu Mutanten geworden sind, gegen die er sich nun behaupten muss. Die Erstaufführung in den USA erfolgte am 1. August 1971, in den deutschen Kinos startete er am 26. November desselben Jahres.

## Handlung
In der nahen Zukunft führen die UdSSR und die Volksrepublik China einen Weltkrieg um Ressourcen und territoriale Interessen. Dabei kommen neben konventionellen auch biologische Waffen zum Einsatz. Doch einer der verwendeten Bakterienstämme mutiert und gefährdet somit die komplette Menschheit. Dem US-Militärbiologen Robert Neville gelingt es, ein Antiserum zu entwickeln. Beim Versuch, das Serum zur Massenfertigung zu bringen, stürzt Nevilles Hubschrauber jedoch ab und er kann sich nur noch selbst impfen. Dies hat zur Folge, dass er der vielleicht einzige immune Überlebende der Katastrophe wird. Er lässt sich im verlassenen bzw. ausgestorbenen Los Angeles nieder und führt ein sehr einsames Leben. Die wenigen überlebenden, aber durch das Bakterium mutierten Menschen, die sich „Die Familie“ nennen, sind durch ihre Mutation sehr lichtempfindlich und verhalten sich aggressiv und psychotisch. Sie verabscheuen Technik, da sie sie für den Untergang der Welt verantwortlich machen. Durch ihre Lichtempfindlichkeit behindert, können sie Neville nur nachts angreifen. Neville wehrt sich, indem er sein Haus mit Hilfe eines Stromgenerators nachts in Flutlicht taucht. Tagsüber durchstreift er bewaffnet in einem Auto die Umgebung. Versorgungsprobleme hat er noch nicht, da die gesamte Stadt quasi ihm gehört.
Eines Tages begegnet Neville einer Gruppe Jugendlicher, die den Krieg überlebt haben und nicht mutiert sind. Ein Junge, Richie, ist aber bereits schwer erkrankt. So versucht Neville, aus seinem eigenen Blut das Serum zu gewinnen, um Richie zu heilen, was ihm auch gelingt. Der nunmehr gesunde Richie macht sich gegen Nevilles Willen auf, um auch die Mitglieder der „Familie“ zu überzeugen, durch Neville geheilt werden zu können. Am Schluss wird Neville von der „Familie“ in einen Hinterhalt gelockt und getötet. Ihm gelingt es aber, vor seinem Tod den überlebenden Jugendlichen eine Flasche mit dem heilenden Serum zu überreichen.

## Kritiken
Der Omega-Mann erhielt ein eher gutes Presseecho, was sich auch in den Auswertungen US-amerikanischer Aggregatoren widerspiegelt. So erfasst Rotten Tomatoes mehrheitlich wohlwollende Besprechungen und ordnet den Film dementsprechend als „Frisch“ ein. Laut Metacritic fallen die Bewertungen im Mittel „Durchwachsen oder Durchschnittlich“ aus.

„Pessimistischer Science-Fiction-Film: Ein interessantes Psychogramm amerikanischer Albträume im Zeichen von Energiekrise und Umweltzerstörung.“

„Der Omega-Mann ist bereits die zweite Verfilmung des Horror-Romans I Am A Legend des amerikanischen Schriftstellers Richard Matheson. Im Gegensatz zur ersten Verfilmung entfernt sich Boris Sagals Version weiter von seiner Vorlage, was ihn [sic!] zu einem eigenständigen und vor allem einprägsamen Film macht.“

## Weitere Verfilmungen
- Bereits 1964 wurde der Roman unter dem Titel The Last Man on Earth mit Vincent Price in der Hauptrolle verfilmt.
- 2007 produzierte The Asylum im Vorfeld der nahenden Multi-Millionen-Dollar-Produktion aus Hollywood den Mockbuster I Am Omega. Wie üblich wurde der Titel in Anspielung auf die Verfilmung mit Charlton Heston und den anstehenden Blockbuster mit Smith gewählt. Die Hauptrolle spielte Mark Dacascos, Regie führte Griff Furst. Die Grundidee basiert zwar auf dem Roman bzw. den Verfilmungen, inhaltlich wurden Namen und sonstige Inhalte aber so weit abgeändert, dass man nicht für die Rechte bezahlen musste. Für diese B-Produktionen ist The Asylum mittlerweile weltweit bekannt und hat eine große Anhängerschaft.
- 2008 erschien in den deutschen Kinos die mit großem Aufwand realisierte und kommerziell erfolgreichste Neuverfilmung des Romans unter Federführung von Francis Lawrence mit Will Smith in der Hauptrolle als Robert Neville. Der Film trägt den Originaltitel des Romans I Am Legend, weicht aber stark von der Vorlage ab.